# Periophthalmus murdyi
Periophthalmus murdyi és una espècie de peix de la família dels gòbids i de l'ordre dels perciformes.

## Morfologia
Els mascles poden assolir els 4,5 cm de longitud total.

## Distribució geogràfica
Es troba des del nord-oest d'Austràlia i Derby (Austràlia Occidental) fins al riu Roper (Territori del Nord, Austràlia).